# Pleasure (court métrage)
Pour plus de détails, voir Fiche technique et Distribution.
Pleasure est un film suédois de court métrage réalisé par Ninja Thyberg et sorti en 2013.

## Synopsis
Le tournage d'un film pornographique tel qu'il est vécu par ses interprètes.

## Fiche technique
- Titre : Pleasure
- Réalisation : Ninja Thyberg
- Scénario : Ninja Thyberg et Peter Modestij
- Photographie : Gabriel Mkrttchian et Sophie Winqvist
- Costumes : Disa Romberg
- Son : Sebastian Cronholm
- Montage : Patrik Forsell
- Musique : Antonio Vivaldi
- Production : Way Creative Films
- Pays de production :  Suède
- Durée : 15 minutes
- Date de sortie : France - mai 2013 (Festival de Cannes)

## Distribution
- Jenny Hutton
- Christian Brandin
- Ingrid Meling Enoksen
- Jonas Karlström
- Jenny Kihlström
- Håkan Carlsson

## Récompense
- Prix Canal+ du court métrage au Festival de Cannes 2013[1]